# Gabriel Karlsson
Gabriel Karlsson (Svédország, Borlänge, 1980. január 22. –) profi jégkorongozó.

## Karrier
Komolyabb junior karrierjét a HV 71 junior tagozatában kezdte 1996-ban. 1997–1998-ban egy mérkőzésen már bemutatkozott a felnőttek között az első osztályban. A következő szezonban már szinte végig játszott az elsőosztályban. Az 1998-as NHL-drafton a Dallas Stars választotta ki a negyedik kör 86. helyén. Részt vett az 1999-es és a 2000-es junior világbajnokságon és az 1999-esen nagyon jól szerepelt. 2000-ig játszott a HV 71-ben. Ezután a finn liga Ässät Pori nevű csapatába került de 17 mérkőzés után visszatért hazájába a Leksands IF-be. 2001–2006 között a Södertälje SK csapat tagja volt. Néha leküldték pár mérkőzésre a juniorok közé. 2006–2008 között ismét a Leksands IF-ben játszott de ekkor a csapat a másodosztályban szerepelt. 2008–2009-es szezonban a Skellefteå AIK-ba igazolt de a 2009–2010-es idényre a Timrå IK csapatába szerződött.

## Külső hivatkozások
- Statisztika
- Statisztika